# (5147) Maruyama
(5147) Maruyama est un astéroïde de la ceinture principale.

## Description
(5147) Maruyama est un astéroïde de la ceinture principale. Il fut découvert le 28 janvier 1992 à Kushiro par Seiji Ueda et Hiroshi Kaneda. Il présente une orbite caractérisée par un demi-grand axe de 2,62 UA, une excentricité de 0,21 et une inclinaison de 8,3° par rapport à l'écliptique.

## Compléments